# 카차마크
카차마크(마케도니아어·불가리아어·세르비아어: качамак) 또는 푸라(보스니아어·크로아티아어: pura)는 서아시아와 동남유럽 일부 지역에서 만들어지는 옥수수 포리지의 일종이다. 이름은 튀르키예어 kaçamak에서 유래되었으며, '도피'를 의미한다.

## 역사
이 요리는 콘밀로 만든다. 감자, 우유, 화이트 치즈 또는 카이마크가 때때로 첨가된다. 압하지아 요리의 아비스따, 체르케스 요리의 마미스, 이탈리아 요리의 폴렌타 및 루마니아 요리의 머멀리거와 유사하게, 콘밀을 끓인 다음 냄비가 스토브에 있는 동안 으깨어 준비한다. 한때는 가난한 사람의 음식으로 여겨졌으나, 지금은 식당을 포함하여 널리 먹는다.

## 서빙
불가리아에서는 전통적으로 적은 양의 갈색 파프리카 가루나 고추를 넣은 데운 라드나 해바라기유와 함께 제공된다. 종종 돼지 껍데기나 시레네가 추가된다.
몬테네그로, 알바니아 및 보스니아 헤르체고비나에서는 카차마크를 으깬 감자와 치즈를 사용하여 걸쭉한 덩어리가 될 때까지 준비하기도 한다.
중앙세르비아에서는 더 고운 입자의 흰 콘밀로 준비하며, 흰 치즈와 카이마크를 곁들인다. 보통 버터에 구운 다진 고기, 끓인 포도 주스, 우유, 플레인 요구르트, 벌꿀, 사워크림, 또는 때로는 베이컨과 함께 제공된다.

## 갤러리

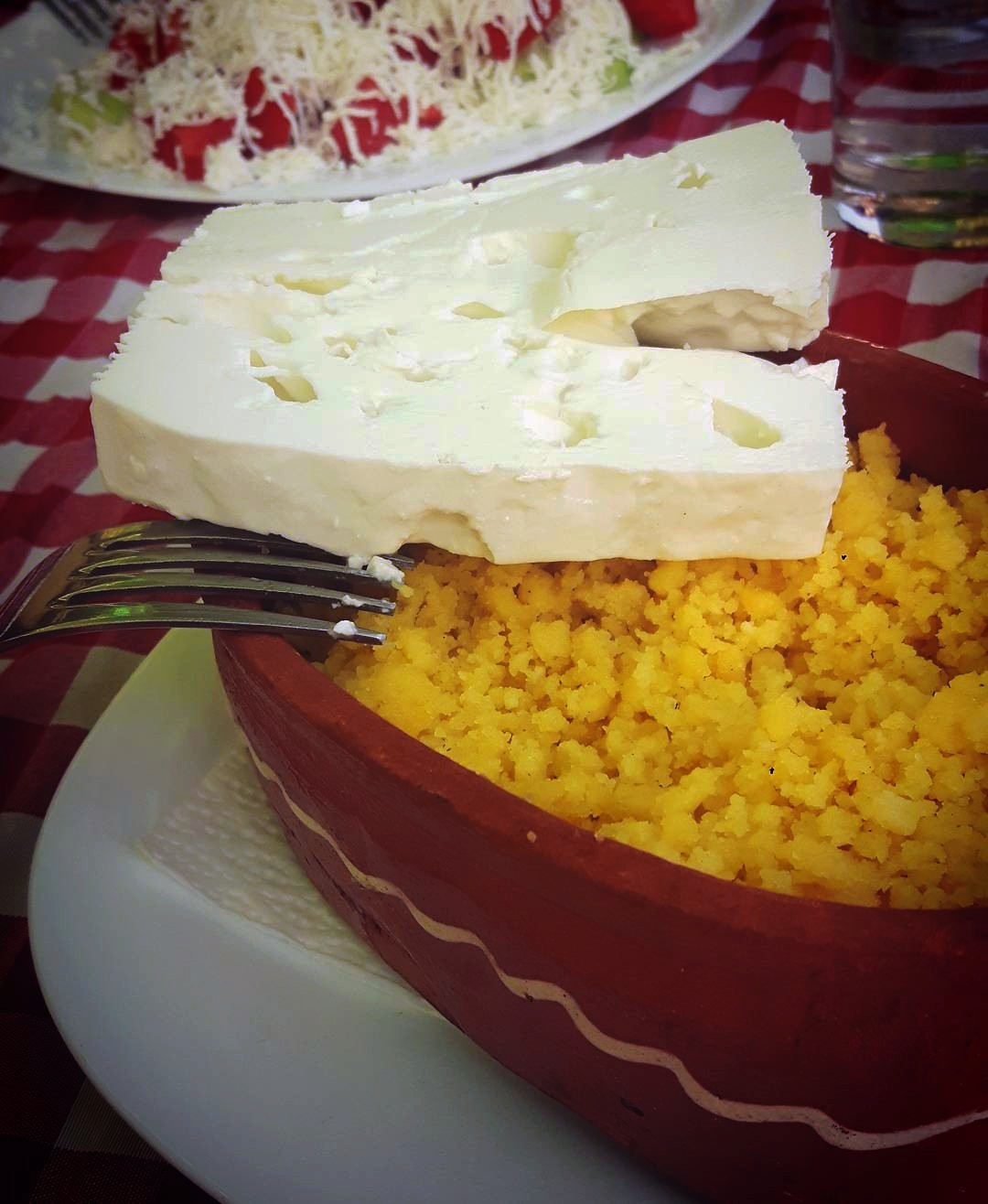
치즈를 곁들인 카차마크
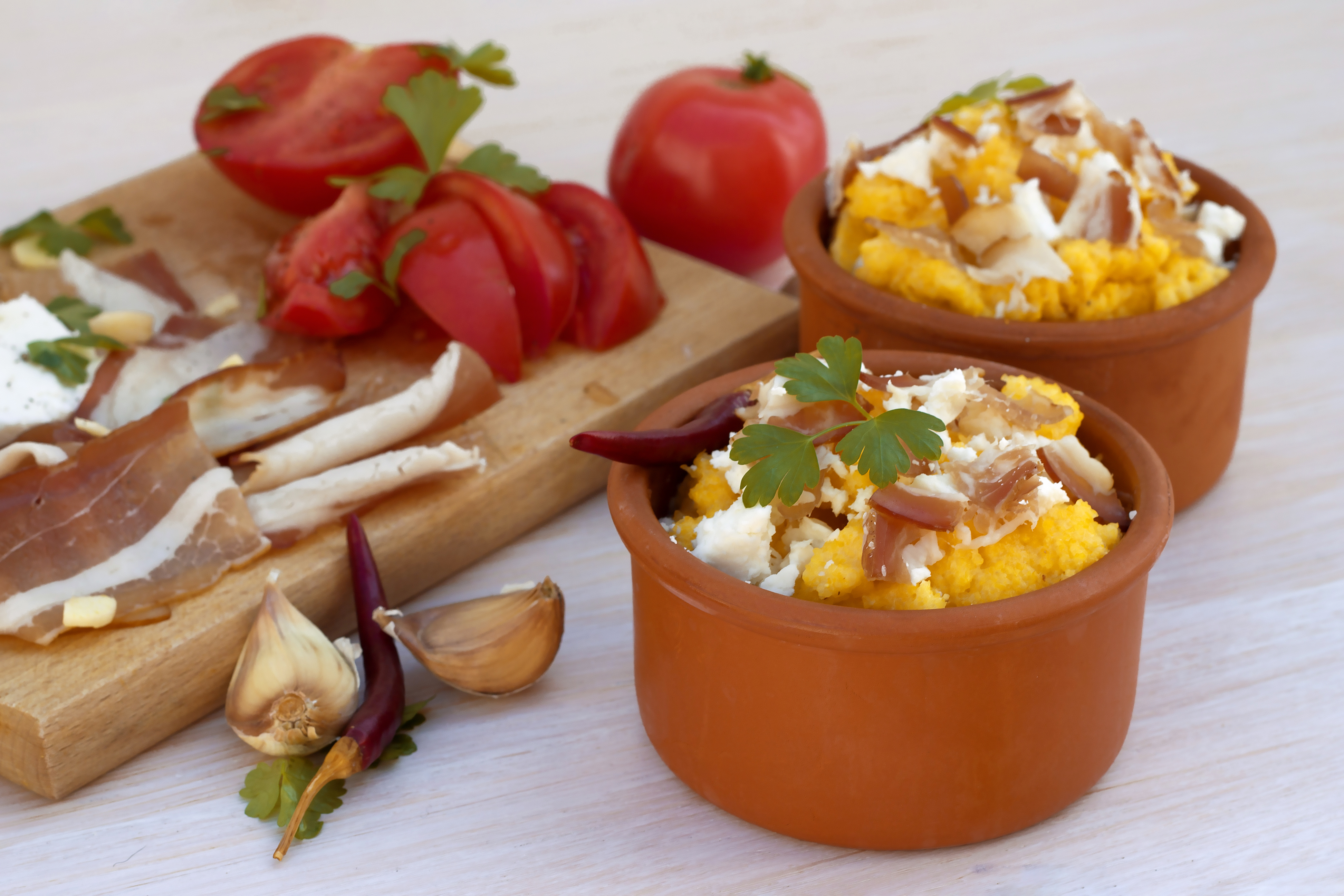
치즈와 베이컨을 곁들인 카차마크